# Íppion
Íppion, en grec moderne : Ίππειον, communément appelé Íppios, Íppio (Ίππειος, Ίππειο), est un village de l'île de Lesbos, en Grèce. Depuis 2019, il est rattaché au dème de Mytilène à la suite de la suppression du dème unique de Lesbos dans le cadre du programme Clisthène I. 
Selon le recensement de 2011, la population d'Íppion compte alors 818 habitants. 
Son existence est attestée en 1567. Il est construit sur l'une des plaines les plus fertiles de l'île, pleine de vergers d'oliviers, de légumes et de toutes sortes d'arbres fruitiers. Autrefois, on y cultivait des céréales, du coton, du tabac et le village était même célèbre pour son excellente production de figues, qu'elle exportait. La qualité du sol, associée à la richesse et à la faible profondeur de la nappe phréatique de la région, favorise la culture de ces produits, qui constituent la principale occupation des habitants. En outre, juste avant l'entrée du village, dans la zone Ýdata (Ύδατα), où l'eau abondante coule depuis des temps anciens, se trouve la principale station de pompage de la municipalité de Mytilène.